# 高槻市立北清水小学校
高槻市立北清水小学校（たかつきしりつ きたしみずしょうがっこう）は、大阪府高槻市安岡寺町六丁目にある公立小学校。
高槻市北部の新興住宅地と山間部を校区としている。地域の宅地開発による児童数増加のため、1972年に高槻市立清水小学校から分離開校した。

## 沿革
- 1972年4月1日 - 高槻市立北清水小学校として開校。高槻市立清水小学校から分離。当初は清水小学校内に仮校舎を置く。原分校（現在の原公民館の場所）を清水小学校より移管。
- 1972年10月1日 - 校舎完成。本校・原分校を統合。現在地に移転し、授業開始。（この日を創立記念日とする）
- 1973年3月26日 - 1972年度高槻市立新設幼稚園・小中学校11学校園の合同完工式を実施。
- 1974年10月5日 - 校章・校歌制定
- 1976年4月1日 - 高槻市立安岡寺小学校を分離。
- 1996年 - 高槻市教育委員会から、算数科の研究校に指定される（2年間）。
- 1997年 - 文部省から、算数科の研究校に指定される（2年間）。
- 1998年 - 大阪府社会福祉協議会から、小学生ボランティア体験推進校に指定される（3年間）。
- 2003年 - 文部科学省から、学力向上フロンティア事業の研究校に指定される（2年間）。
- 2004年 - 第2回全日本小学校ホームページ大賞・大阪府代表校の表彰を受ける。

## 通学区域
- 高槻市 安岡寺町4-6丁目、松が丘3-4丁目、清水台1-2丁目、高見台の全域。
- 高槻市 大字原の一部。

卒業生は基本的に高槻市立第九中学校に進学する。

## 交通
- 高槻市営バス 松が丘停留所下車、東へ徒歩約10分。
- 東海道本線（JR京都線） 高槻駅 北へ約4.4km。